# Pevnost Sagres
Pevnost Sagres (portugalsky Fortaleza de Sagres) je historická pevnost v blízkosti vesnice Sagres v obci Vila do Bispo v portugalském regionu Algarve. Pevnost byla postavena v 15. století na příkaz portugalského prince Jindřicha Mořeplavce. Byla těžce poškozena zemětřesením v roce 1755 a poté přestavěna na konci 18. století. Velkou rekonstrukcí prošla v šedesátých a devadesátých letech 20. století a v roce 2010. Uvnitř stojí kostel Nossa Senhora da Graça (Panny Marie Milostné), též založený Jindřichem Mořeplavcem. Pevnost má historický význam kvůli svému spojení s historií Jindřicha Mořeplavce a portugalskými zámořskými objevy. V roce 2018 to byla nejnavštěvovanější památka v Algarve a pravděpodobně v celém regionu jižně od Taja.

## Popis

### Místo
Pevnost se nachází na strmém ostrohu východně od Mysu sv. Vincence. Je asi 1 km dlouhý, 300 m široký a 40 m vysoký a byl vybrán jako místo pro stavbu právě kvůli své výsadní pozici ovládající okolní pobřeží. Oblast nyní patří do Přírodního parku jihozápadní Alentejo a Vicentine, který je známý svou biodiverzitou zvířat i rostlin s mnoha druhy jedinečnými v regionu.

### Hradby a brány

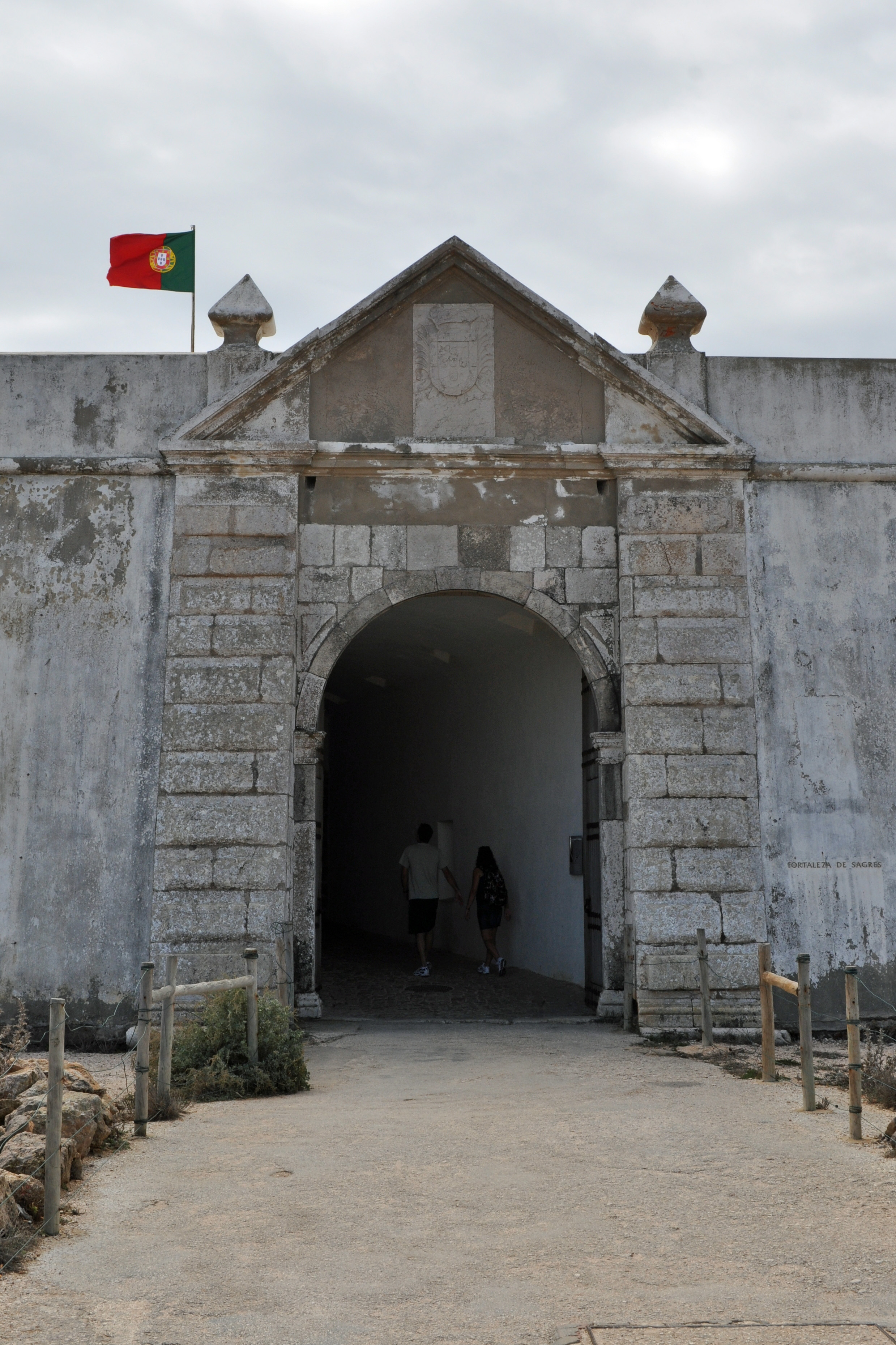
Vstupní brána

Pevnost je postavena v renesančně-manýristickém slohu. Půdorys je zhruba polygonální, je zde hradba a šest baterií směřujících k oceánu. Hradby jsou po obou stranách převýšeny bastiony a uprostřed je kavalír s věžemi, obrácený do vnitrozemí, ve kterém je hlavní brána pevnosti. Stavba půlí ostroh a znemožňuje přístup na něj jinak než pevností, jejíž boční valy sloužily také jako obrana proti útoku z vnitrozemí.
Toto uspořádání s opevněním uzavírajícím jediný vstup na skalnatý ostroh, vyčnívající nad pobřeží nebo vodní cestu, je v jižním Portugalsku běžný, např. hrady Paderne a Arrifana, oba v regionu Algarve, nebo hrady Cola a Mértola v Alenteju.
V roce 1843 byl čtvercová věž kavalíru vysoká asi 11,5 m měla parapety tvořící pětiúhelník a byla vybavená děly. Kromě těchto staveb má pevnost také několik baterií a několik děl na podvozku.
Klasicistní portál je z tesaných kamenů a vede do chodby mířící do vnitřního dvora, který je nyní pokryt drnem. Tato chodba existovala již v roce 1843, procházela tehdy pod centrální věží s klenutým prostorem, odkud byl přístup do nitra pevnosti branou, v jejíž blízkosti byl také vchod do strážnice, přiléhající k věži. Při archeologickém průzkumu byly u vchodu do pevnosti objeveny stopy příkopu a padacího mostu.

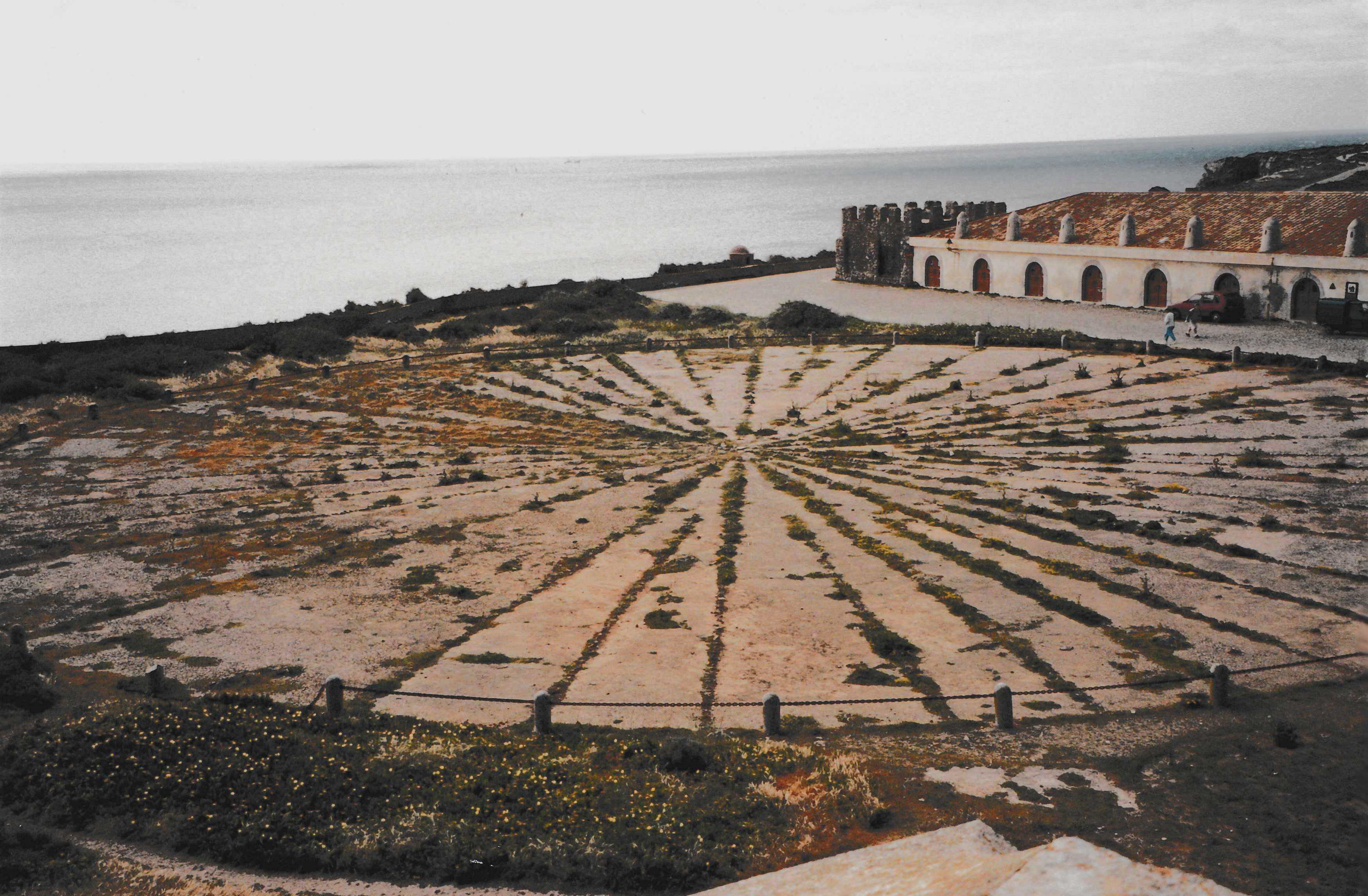
Tzv. Větrná růžice v pevnosti v květnu 1996. Budovy vpravo pocházely z šedesátých let 20. století a v devadesátých letech 20. století byly zbořeny.

### Nábřeží a budovy
V pevnosti bývala řada budov, včetně skupiny, která přiléhala k hradbě na jižní straně zbrojnice. Tyto budovy se označují Dům kosmografa, Dům guvernéra a Dům prince. Ještě jižněji stál sklad později využívaný jako stáj, jejíž ruiny zde zůstaly. Bylo zde také několik dalších skladišť, dělové baterie s děly a cisterna, která je jednou z mála původních pozůstatků Domu prince.
Součástí pevnostního komplexu je také velký kruhový útvar známý jako „Větrná růžice“, vzniklá v 17. století, o níž se předpokládá, že to byly sluneční hodiny. Je sestavena z nestejně velkých kamenů, které tvoří hvězdu s 32 paprsky.

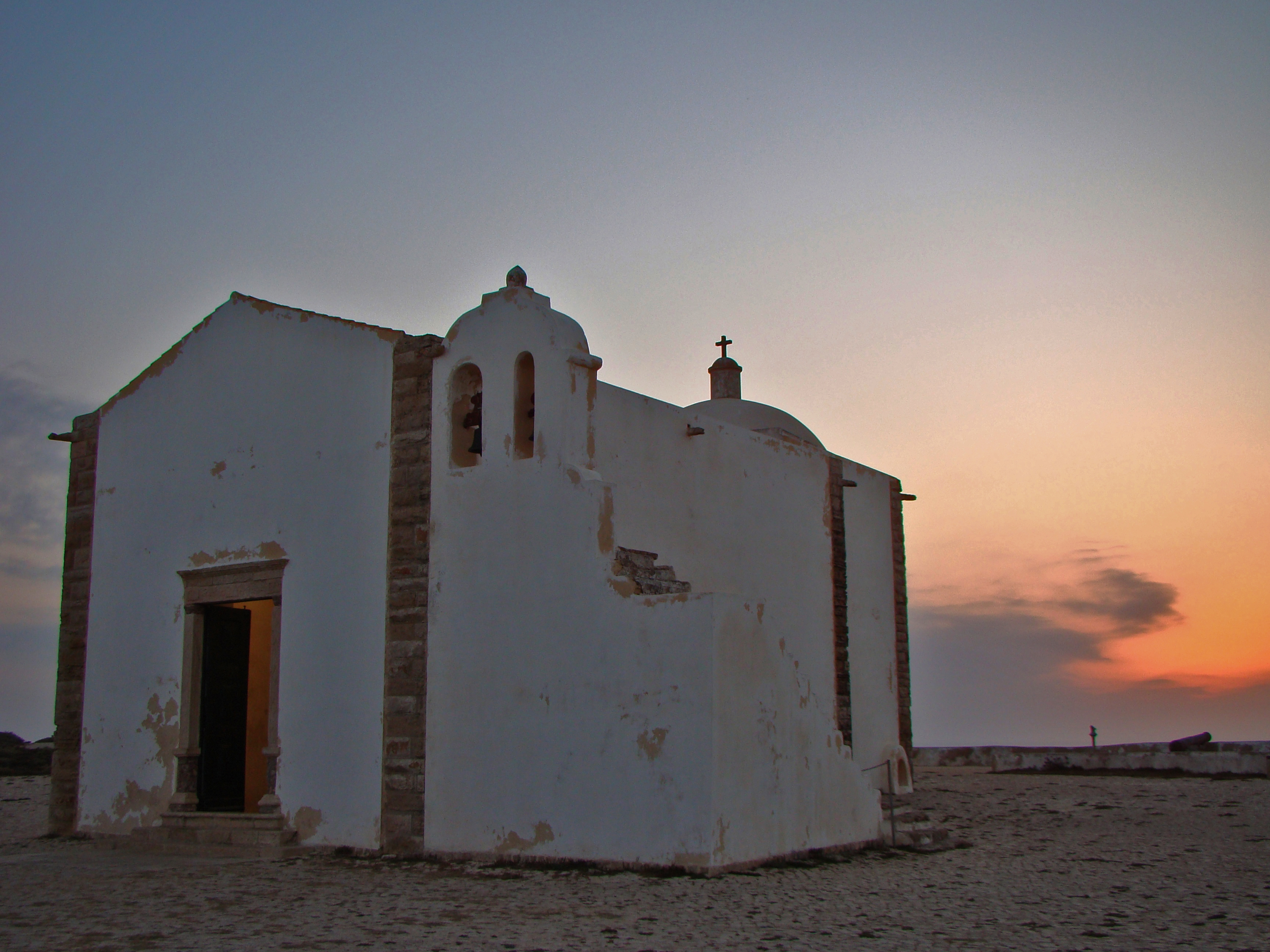
Kostel Panny Marie Milostné

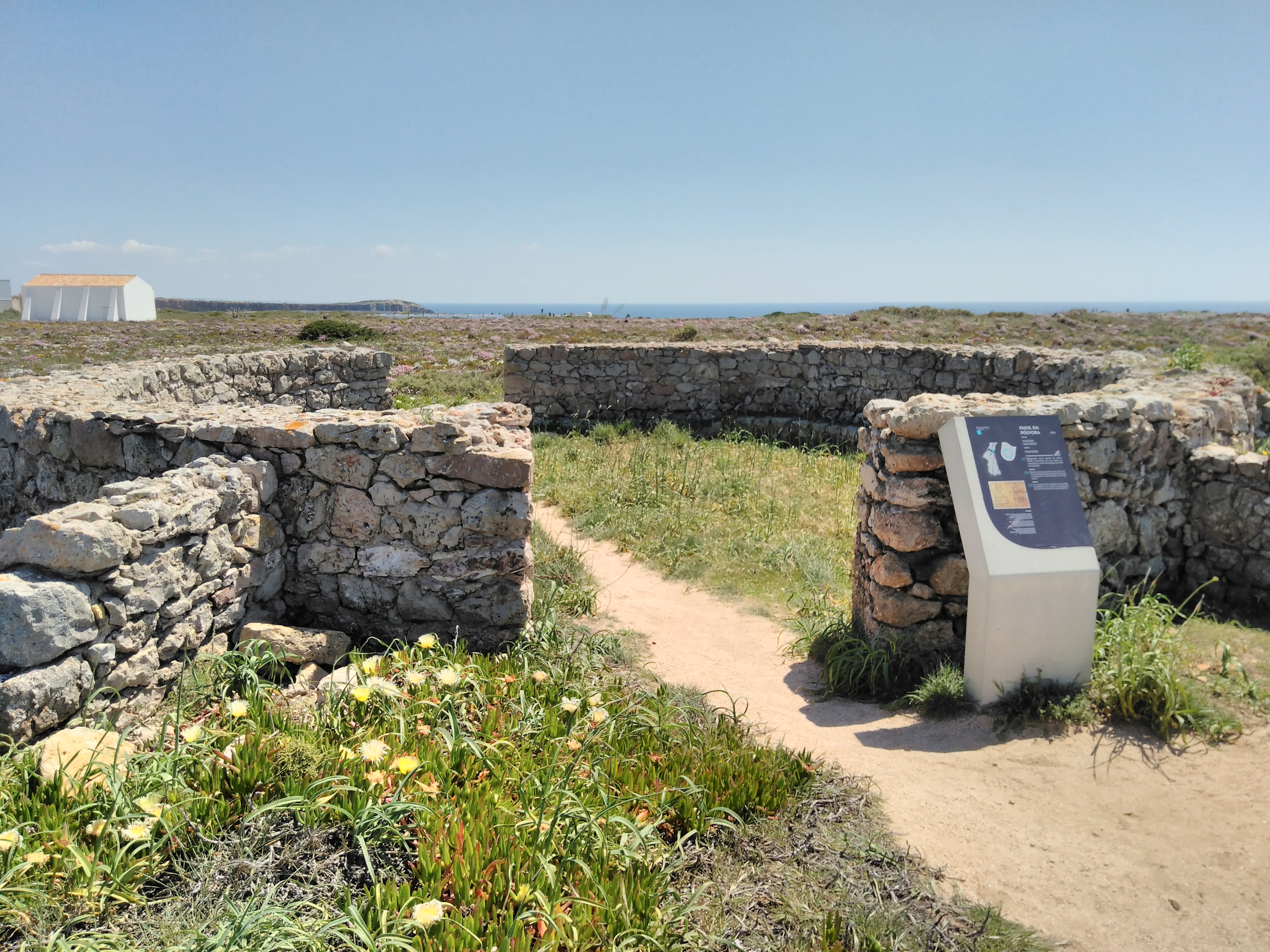
Ruiny staré prachárny

### Kostel Panny Marie Milostné
Uvnitř pevnosti se nachází kostel Panny Marie Milostné (Nossa Senhora da Graça), založený v době Jindřicha Mořeplavce.
Stavba má podélný, jednolodní půdorys se čtyřbokou apsidou, v podobném tvaru je sakristie na jižní straně. Loď je zaklenuta valenou klenbou, chráněnou sedlovou střechou, kněžiště je zakončeno kupolí. V kostele je řada náhrobků.

### Ochrana a význam
Pevnost Sagres byla klasifikována jako národní památka Portugalska výnosem ze dne 16. června 1910. Zvláštní ochranné pásmo bylo vymezeno nařízením č. 469/87, zveřejněným v Úředním věstníku č. 128, řada I, ze dne 4. června 1987. Získala také ocenění od International Place of Culture and Peace, Human Rights Watch, a Evropského dědictví.
31. ledna 2017 se pevnost stala památkou světového dědictví UNESCO jako součást seznamu Prvních míst globalizace.
Pevnost Sagres byla v roce 2018 nejnavštěvovanější památkou v Algarve a pravděpodobně i v oblasti jižně od řeky Tajo, když toho roku zaznamenala téměř půl milionu návštěvníků. Správa budovy byla svěřena Regionálnímu ředitelství kultury Algarve výnosem č. 829/2009, zveřejněným v Diário da República č. 163, Řada I ze dne 24. srpna 2009.